# Harry Sylvner
Per Harry Sylvester Sylvner, född 31 december 1906 i Katarina församling i Stockholm, död 23 december 1978 i Sankt Görans församling i Stockholm, var en svensk sångare
Sylvner var medlem i Kvartetten Synkopen. Han är begravd på Överenhörna kyrkogård.

## Filmografi
- 1939 – Adolf i eld och lågor
- 1947 – En fluga gör ingen sommar
- 1948 – Loffe som miljonär